# 馬德堡圍城戰 (1806年)
馬德堡圍城戰（法語：Siège de Magdebourg）是一場發生於1806年10月25日至11月8日的圍城戰，為第四次反法同盟的一部份。一支最初由伯格公爵若阿尚·繆拉元帥率領的法軍，後在米歇爾·內伊指揮下進行圍城，最終迫使弗蘭茨·卡齊米爾·馮·克萊斯特率普軍投降，讓法軍攻佔當時普魯士第二大城：馬德堡。
經歷了在耶拿與奧厄斯塔特的雙重會戰後，勝利的大軍團追擊殘餘的普軍，其中一部在霍恩洛厄親王的帶領下撤往要塞化的馬德堡。指揮法軍的繆拉元帥要求霍恩洛厄親王親王，但遭後者拒絕且後者正設法逃離被包圍的要塞。隨後普軍指揮權下放給克萊斯特步兵上將，其麾下仍有兩萬五千名守軍。當法軍一開始人數超過守軍時，拿破崙皇帝召回了讓·德迪厄·蘇爾特元帥指揮的軍團，留下內伊元帥及一萬八千名部隊繼續圍攻馬德堡。 儘管法軍攻佔了易北河兩岸，內伊在圍城期間仍未展現出足夠的活力，11月4日軍事行動被簡化為克萊斯特的一系列小規模衝突和膽怯的冒險嘗試。儘管克萊斯特最初試圖藉由宣稱只有當他的手帕在口袋裡點燃時，才會將馬德堡交給敵人，用以振奮軍隊的士氣；但在預期會面對到大規模砲轟時，普軍最後還是開始進行談判，並於11月7日達成停戰，隔天守軍投降，後於11月11日以戰俘身分撤離要塞。

## 來源
- （法文） Pigeard, Alain - Dictionnaire des batailles de Napoléon, Tallandier, Bibliothèque Napoléonienne, 2004, ISBN 2-84734-073-4
- （法文） Tulard, Jean - "Dictionnaire Napoléon”; volume 2, Librairie Artème Fayard, 1999, ISBN 2-213-60485-1
- Smith, Digby. . Greenhill Books. 1998  [2022-07-15]. ISBN 978-1853672767. （原始内容存档于2022-07-13）. （页面存档备份，存于）